# Mark Johnson (birkózó)
Mark Johnson amerikai olimpikon birkózó, aki kétszer elnyerte az NCAA All-America elismerését. 1991–1992-ben az Oregon State Beavers, 1992 és 2009 között pedig az Illinois Fighting Illini vezetőedzője volt. Összesített eredménye 223–48–5 (81,7%-os arány). A Big Ten Conference 2001-ben és 2005-ben az év edzőjének választotta.

## Fiatalkora
1973-ban érettségizett az Alleman középiskolában, ahol 75 kilogrammos kategóriában második lett. A Michigani Egyetemen elnyerte az All-America elismerést.

## Pályafutása
Kijutott az 1980-as olimpiai játékokra, azonban azon nem vehetett részt, mivel az USA a Szovjetunió afganisztáni megszállása miatt bojkottálta. Más olimpikonokhoz hasonlóan az USA olimpiai bizottságától érmet kapott és találkozott Jimmy Carter elnökkel.

## Családja
Feleségével, Lindával és két lányával (Tricia és Mackey) az Illinois állambeli Champaign városában él. A Stephens Family YMCA igazgatója.

## Fordítás
- Ez a szócikk részben vagy egészben  a   Mark Johnson (wrestler) című angol Wikipédia-szócikk ezen változatának fordításán alapul.  Az eredeti cikk szerkesztőit annak laptörténete sorolja fel. Ez a jelzés csupán a megfogalmazás eredetét és a szerzői jogokat jelzi, nem szolgál a cikkben szereplő információk forrásmegjelöléseként.